# Anker Innovations
Anker Innovations ist ein chinesischer Hardwareentwickler aus Shenzhen.

## Geschichte
Gegründet wurde die Firma vom ehemaligen Google-Mitarbeiter Steven Yang, der als Softwareentwickler in Santa Clara arbeitete. Zunächst wurden Ersatzbatterien für Laptops verkauft. Nach einiger Zeit veränderte sich der Fokus auf Aufladegeräte für Smartphones. 2012 wurde Zhao Dongping – ein weiterer Google-Mitarbeiter – in das Unternehmen geholt. Bis 2017 wurden alle Produkte ausschließlich über Amazon vertrieben.
Mittlerweile hat sich Anker zu einem der führenden Anbieter von Smartphone-Zubehör entwickelt. Beim Börsengang wurde Anker Innovations mit acht Milliarden Dollar bewertet. Der Gründer Steven Yang hält 44 Prozent der Anteile. Die Firma betreibt weltweit Tochtergesellschaften. Nach eigenen Angaben haben sie über 30 Millionen Kunden in mehr als 100 Ländern.

## Produkte
Unter dem Markennamen Anker vertreibt die Firma Powerbanks und anderes USB-fähiges Zubehör. Daneben werden je nach Produktsparte weitere Namen genutzt, so Soundcore (Lautsprecher, In-Ear-, Open Ear- und Over-Ear-Kopfhörer), Eufy (Smart Home), Nebula (Unterhaltungszubehör) und Anker Work (Unternehmenshardware für Konferenzen). Am 6. April 2022 veröffentlichte Anker unter der Marke AnkerMake eine Kickstarter-Kampagne zu ihrem eigenen FDM-3D-Drucker AnkerMake M5. Im Jahr 2023 hat Anker eine Reihe von Balkonkraftwerken für den deutschen Markt eingeführt, die unter der Marke Anker Solix als Komplettsets vertrieben werden. Im März 2025 gliederte Anker seine 3D-Drucker-Sparte in eine separate Marke namens Eufymake aus. Im Juli 2025 gab Anker bekannt keine 3D-Drucker mehr herzustellen oder zu verkaufen.

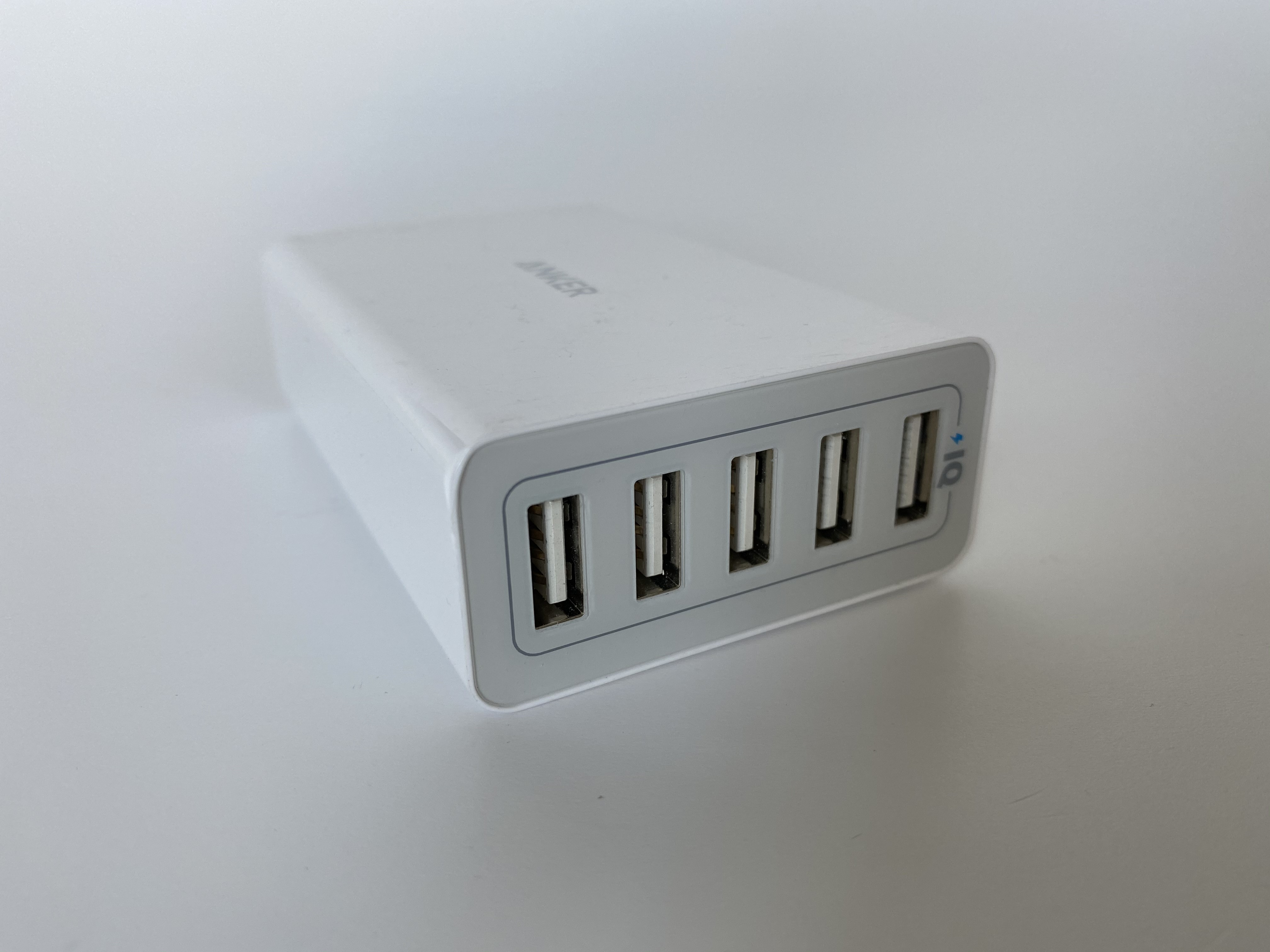
Anker PowerPort, USB-Ladegerät mit 5 Anschlüssen
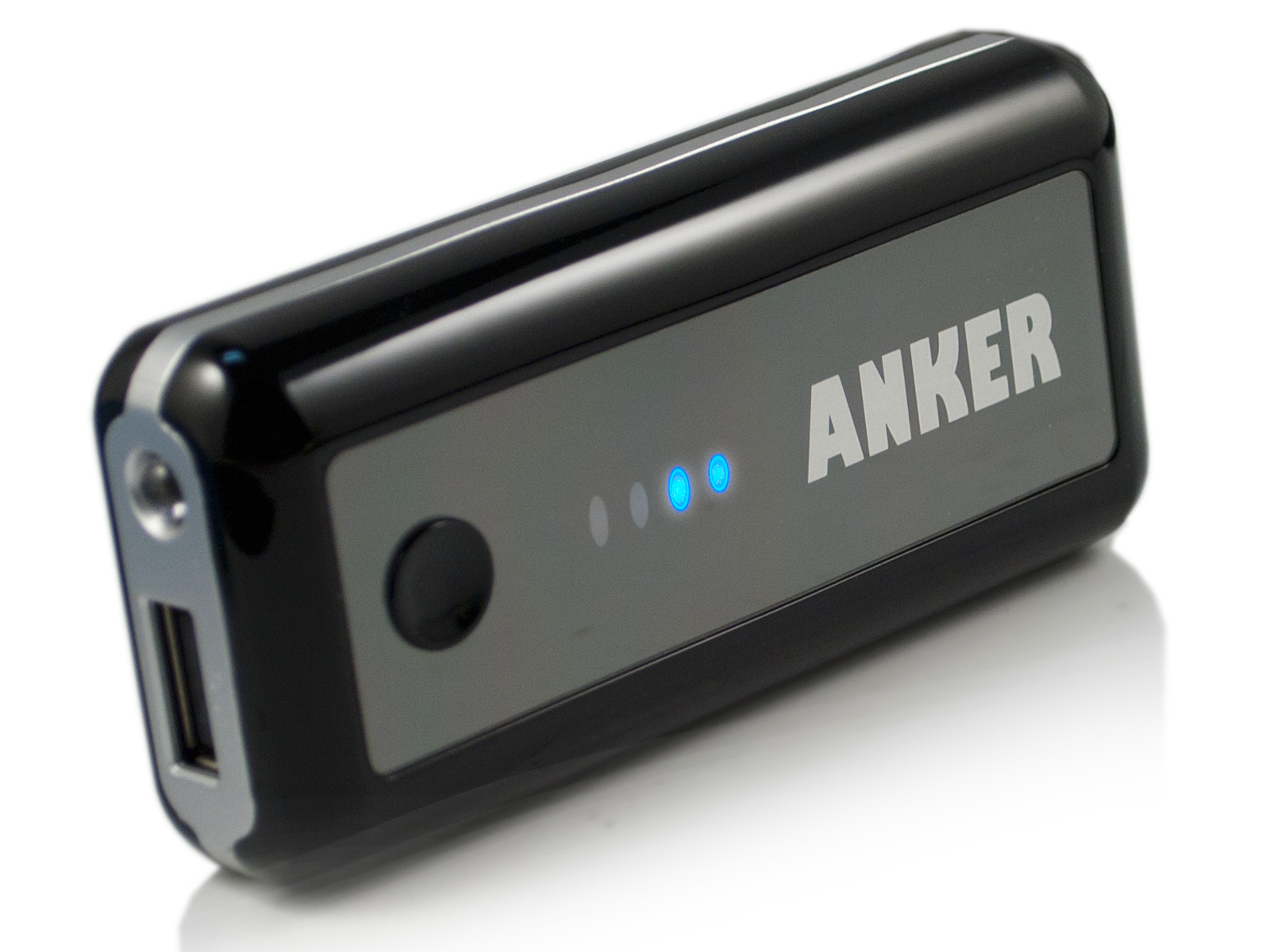
Powerbank Anker Astro
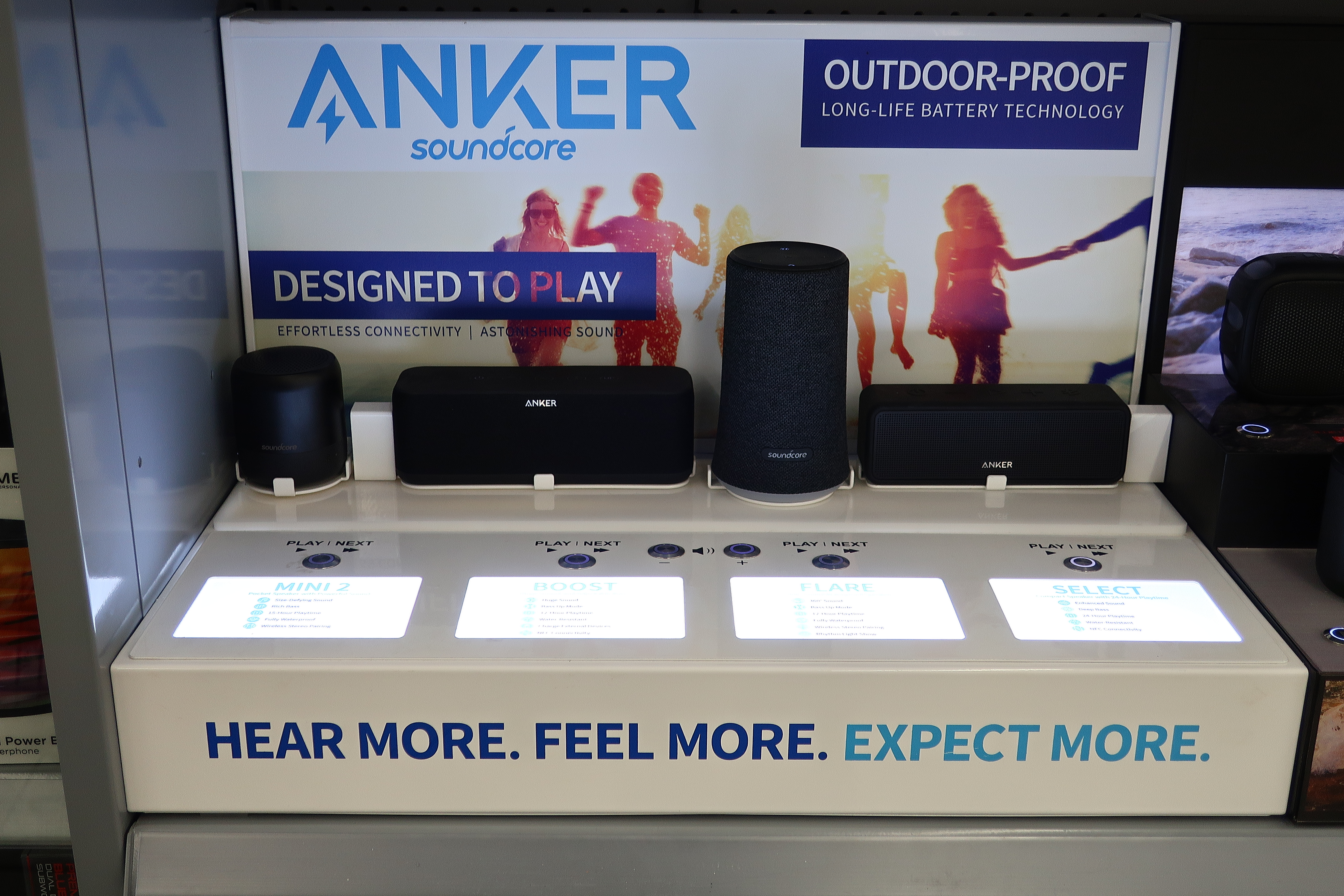
Anker SoundCore
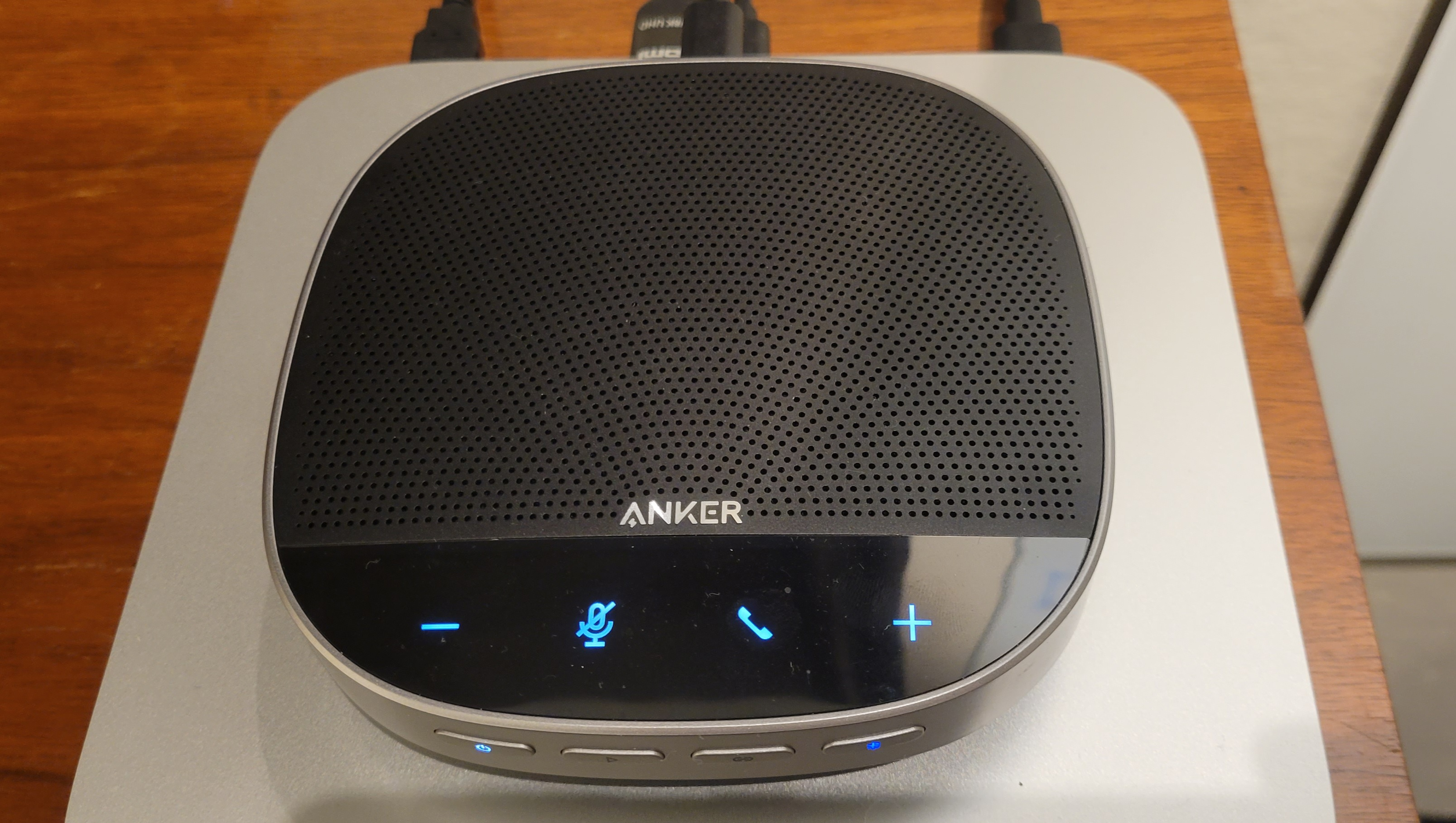
Anker PowerConf S500 Speakerphone
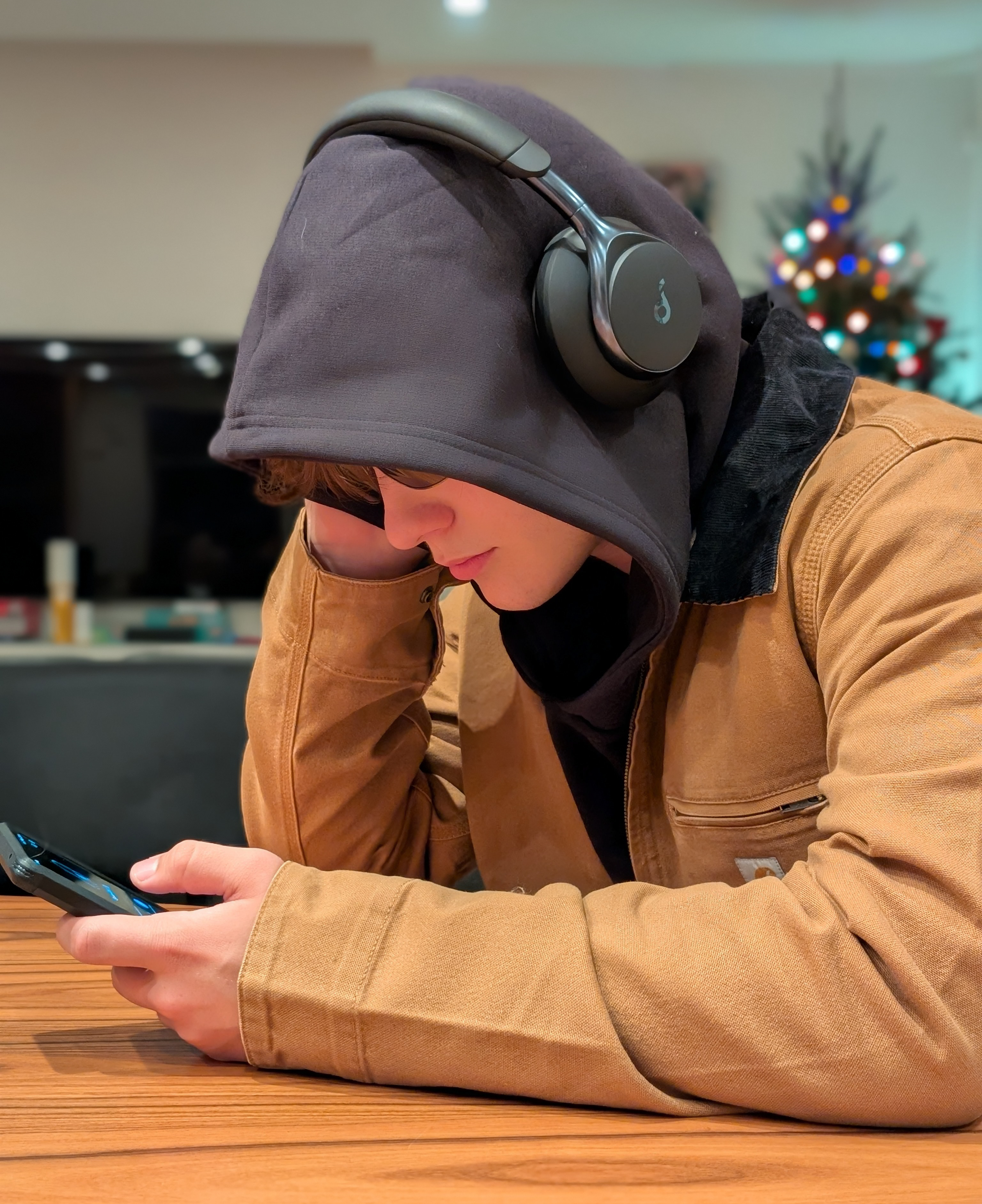
Anker Soundcore Space Q45